# Ctenophila setiliris
Ctenophila setiliris es una especie de molusco gasterópodo de la familia Euconulidae en el orden de los Stylommatophora.

## Distribución geográfica
Es  endémica de la Isla Reunión. 